# Escuinapa
Escuinapa är en kommun i Mexiko.   Den ligger i delstaten Sinaloa, i den centrala delen av landet, 800 km nordväst om huvudstaden Mexico City.
Följande samhällen finns i Escuinapa:
- Escuinapa de Hidalgo
- Isla del Bosque
- Teacapán
- Ojo de Agua de Palmillas
- Cristo Rey
- Palmito del Verde
- La Concha
- Tecualilla
- La Loma
- El Trébol
- Celaya
- Rincón del Verde
- La Campana Número Dos
- El Trébol Dos
- Las Pilas